# Международна организация за гражданска авиация
Международната организация за гражданска авиация, позната предимно с инициалите от англ. ез. ICAO (на английски: International Civil Aviation Organization; на френски: Organisation de l'aviation civile internationale, OACI, в български текстове означавана и като ИКАО), е специализирана агенция на Организацията на обединените нации. Международната асоциация за въздушен транспорт (IATA) е самостоятелна организация, която не бива да се бърка с ICAO.
ICAO класифицира принципите и техниките на международното въздушно навигиране (ориентиране) и подпомага планирането и развитието на международния въздушен транспорт да осигури безопасност и системен растеж. Главната дирекция е разположена в центъра на Монреал, Канада, в квартал, наречен Quartier international de Montréal (QIM) или Montreal's International District. Официални езици са: английски, арабски, испански, китайски, руски, френски. Съветът на организацията усвоява стандарти и обичайни практики относно въздушното ориентиране, неговата инфраструктура, самолетните инспекции, както и превенцията на незаконни интерференции и улесняване на граничните процедури за международната цивилна авиация. В допълнение ICAO очертава протоколите, спазвани при разследване на самолетни катастрофи от властите по сигурността на транспорта на държави, подписали така известната Чикагска конвенция.

## Статут
ICAO е учредена с „Конвенцията за международната гражданска авиация“ („Чикагска конвенция“). През 1992 г., с Резолюция A29-1, ICAO обявява 7 декември за Международен ден на гражданската авиация.
Според конвенцията изразът „международни въздушни услуги“ означава всякакви въздушни услуги, предоставяни по график и изпълнявани от летателен апарат за обществен транспорт на пътници, поща и карго, който минава през въздушното пространство над територията на повече от една страна. Според клаузите на конвенцията членовете на ООН могат да се присъединят към организацията. Всяка суверенна страна, която не е член на ООН, може да бъде приета в организацията, ако за това гласуват четири пети от членовете на Общото събрание на ООН. Разрешено е оттегляне от нея, като за това се внася уведомление за денонсиране; оттеглянето влиза в сила след една година.
Деветата конвенция на международната гражданска авиация включва промени от 1948 г. до 2006 г. ICAO се обръща към текущото издание на конвенцията като статут, който е обозначен като ICAO doc 7300/9. Конвенцията има 19 анекса, определящи международните стандарти и практически рекомендации.

## Цели
В основни линии целите на организацията са следните: да осигурява безопасно разрастване на международната гражданска авиация, като се спазва определен порядък: да насърчава професионалното развитие в проектирането и използването на летателни апарати за мирни цели; да подобрява въздушните пътища, летищата и съоръженията за въздушна навигация; да задоволява нуждите на хората по света от безопасен, редовен, ефективен и икономичен въздушен транспорт; да предотвратява разпиляването на ресурси поради ненужна конкуренция; да опазва правото на страните членки да оперират международни въздушни линии; да предотвратява дискриминационни практики; да поощрява безопасността на полетите при международна въздушна навигация; да подпомага развитието на всички аспекти на международното гражданско въздухоплаване. Най-важните функции на организацията включват въвеждане на международни стандарти и препоръчителни практики и процедури; поощряване възприемането на по-прости формалности по международните граници; развиване на регионални планове за наземни съоръжения и служби; събиране и публикуване на статистически данни за въздушния транспорт; изготвяне на проучвания върху икономическите аспекти на авиацията; подпомагане на развитието на конвенции в областта на въздушното право.

## Членство
Към октомври 2021 г. страните членки са 193, от които 190 са членове на ООН (от всички 193 члена на ООН в ICAO не членува Лихтенщайн) и Островите Кук.
Лихтенщайн е делегирал на Швейцария правата за изпълнение на договора, за да го направи изпълним на територията на Лихтенщайн.
България е член от 1967 г.

## Структура
Структурата на организацията включва събрание, съвет с различни подчинени му органи, и секретариат. Събранието, което се състои от представители на всички страни членки, е законодателният орган на организацията и заседава поне веднъж на три години. То определя основната политика, проучва отчетите на съвета, предприема действия по тях и взема решения по всякакви въпроси, отнесени към него от съвета, одобрява бюджета, разглежда предложения за промяна или изменение на конвенцията и се занимава с всички въпроси в сферата на действие на организацията, които не са изрично поверени на съвета. Събранието взема решения с мнозинство от подадените гласове, освен ако не е уговорено изрично друго.
Съветът е постоянен ръководен орган, който се състои от представители на трийсет и три страни, избрани от събранието за срок от три години. Той има три сесии от по дванайсет седмици годишно, като така осигурява непрекъснато направляване на работата на организацията. При назначаването на членовете на съвета се следват три основни признака на представителство – страни, които са от основна важност за въздушния транспорт; страни, които имат най-голям принос в осигуряването на съоръжения за международната гражданска авиация; страни, чието включване би осигурило представителство на всички важни географски зони. Съветът изпълнява указанията на събранието, управлява финансите на организацията, приема международни стандарти и препоръчителни практики, като ги включва в анекси към конвенцията и уведомява всички страни членки за тях, предприема необходимите действия за осигуряване на безопасността и редовността на международния въздушен транспорт, оказва техническа помощ, събира, проучва и публикува информация относно въздушната навигация. Той може да действа като трибунал за уреждане на спорове, свързани с международната гражданска авиация, ако това бъде поискано от всички засегнати страни. Съветът избира президент, назначава главен изпълнителен секретар, наричан генерален секретар, и необходимия персонал. Обикновено решенията на съвета се одобряват с мнозинство от членовете му.
В работата си съветът се подпомага от важен помощен орган Комисията по въздушна навигация. Тя се състои от петнайсет души, които имат съответната квалификация и опит и се назначават от съвета измежду номинирани от страните членки лица. Комисията разглежда и препоръчва на съвета приемането и изменението на анекси към конвенцията. Тя учредява технически подкомисии и консултира съвета относно събирането и предоставянето на страните членки на всякаква информация, смятана за необходима и полезна за развитието на въздушната навигация. Останалите спомагателни органи са постоянни комитети по въздушен транспорт, за съвместно поддържане на услугите по въздушната навигация, по финансите, правните проблеми, техническото сътрудничество, персонала и незаконните радиосмущения.
Секретариатът работи под ръководството на генерален секретар. Съветът внася в събранието годишните бюджети и баланси по сметките и отчетите на всички приходи и разходи. Разноските на организацията се разпределят пропорционално между страните членки на определена от събранието основа.
Главни секретари
- Albert Roper (Франция) (1944 – 1951)
- Carl Ljungberg (Швеция) (1952 – 1959)
- Ronald MacAllister Macdonnell (Канада) (1959 – 1964)
- Bernardus Tielman Twigt (Нидерландия) (1964 – 1970)
- Assad Kotaite (Ливан) (1970 – 1976)
- Yves Lambert (Франция) (1976 – 1988)
- Shivinder Singh Sidhu (Индия) (1988 – 1991)
- Philippe Rochat (Швейцария) (1991 – 1997)
- Renato Claudio Costa Pereira (Бразилия) (1997 – 2003)
- Taïeb Chérif (Алжир) (2003 – 2009)
- Raymond Benjamin (Франция) (2009 – 2015)
- Fang Liu (Китай) (2015 – настоящ)

Президенти на Съвета
- Edward Pearson Warner (САЩ) (1947 – 1957)
- Walter Binaghi (Аржентина) (1957 – 1976)
- Assad Kotaite (Ливан) (1976 – 2006)
- Roberto Kobeh Gonzalez (Мексико) (2006 – 2013)
- Olumuyiwa Benard Aliu (Нигерия) (2013 – 2019)
- Salvatore Sciacchitano (Италия) (2020 – настоящ)

Регионални офиси
ICAO има 7 регионални офиса, обслужващи 7 региона.
- Азия и Тихоокеански регион – Банкок, Тайланд
- Близък изток – Кайро, Египет
- Западна и Централна Африка – Дакар, Сенегал
- Южна Америка – Лима, Перу
- Северна Америка, Централна Америка и Кариби – Мексико сити, Мексико
- Източна и Южна Африка – Найроби, Кения
- Европа и Северен Атлантик – Париж, Франция

## Дейности
От създаването си организацията осигурява ефикасен механизъм за постигане на международно сътрудничество в областта на въздушния транспорт, като подобрява неговата безопасност и редовност и поощрява използването на нови технологични методи и оборудване. Сред дейностите на организацията трябва да се упомене специално стандартизацията, т.е. въвеждането и изменението на международни стандарти и препоръчителни практики и процедури в техническата сфера – лицензиране на персонала, правила на въздушната навигация, въздухоплавателна метеорология, въздухоплавателни диаграми, мерни единици, работа на летателните апарати, национални и регистрационни опознавателни знаци, изправност, въздухоплавателни телекомуникации, служби по въздушния трафик, издирване и спасяване, запитвания за катастрофи с летателни апарати, летища, служби за въздухоплавателна информация и шум от летателни апарати. Организацията е извършила голяма по обем работа в областта на автоматичното предаване на данни относно катастрофи с летателни апарати, на всички операции по времето, автоматизирането на службите по въздушния трафик и използването на компютри в метеорологичните служби. Тя насочва все повече вниманието си към въпроси, свързани с авиацията и защитата на околната среда. Полагат се и усилия за опростяване на държавните разпоредби относно митническите и имиграционните процедури, общественото здравеопазване и други, свързани с международния въздушен транспорт. Организацията е изготвила няколко международни конвенции в областта на въздушното право, които включват такива разнородни въпроси, като международно признаване на правото на собственост в летателните апарати, нанесени от летателен апарат щети на повърхност, задължения на превозвачите към пътниците, престъпления, извършени на борда, и незаконни радиосмущения в дейността на гражданската авиация. Организацията оказва помощ на развиващите се страни под формата на техническо съдействие при развиването на услуги с въздушен транспорт и при обучението на персонал; по-голяма част от работата ѝ е насочена към развитието на наземните служби и към създаването на големи центрове за обучение по гражданска авиация на регионално ниво.
Стандарти
- ICAO стандартизира някои определени функции, използвани в самолетостроенето, като AMHS (тип комуникация земя-земя, ползвана във въздухоплаването). Това определено я превръща в стандартизираща организация.
- ICAO определя Международна стандартна атмосфера (още известна като ICAO Standard Atmosphere. Това е модел за вертикално разпределение на температурата, плътността и налягането във височина. Използва се при калибриране на уреди и проектиране на въздухоплавателни средства.
- Международната организация за гражданска авиация стандартизира също и машинно четими паспорти. Това са паспортите, които имат пространство, в което вместо текст има непрекъсната редица от букви знаци и цифри, принтирани така, че оптичните устройства да могат да ги прочетат. По този начин граничните служби обработват информацията по-бързо, без да се налага ръчното ѝ въвеждане. Още по-нов стандарт е биометричният паспорт. Това е паспорт, съдържащ биометрични данни, за да удостовери идентичността на пътниците.
- CNS/ATM (комуникация, навигация, наблюдение/управление на въздушния трафик) Това са системи за комуникация, наблюдение и навигация, използващи дигитални технологии, включително сателитни системи, заедно с различни нива автоматика, приложени в кохерентната глобална система за управление на въздушния трафик.

Външни отношения
Организацията има тясно сътрудничество с други агенции от ООН, като Световната метеорологична организация, Международния съюз по телекомуникации, Световния пощенски съюз, Световната здравна организация и Международната морска организация. Тя оказва техническо съдействие на развиващите се страни в рамките на Програмата на ООН за развитие (ПРООН) и други конкретни програми. Сред неправителствените организации, които участват в работата ѝ, са Международната асоциация по въздушен транспорт, Международната федерация на сдруженията на пилотите от въздушните линии и Международният съвет на собствениците на летателни апарати и на сдруженията на пилотите.